# NGC 470
NGC 470 is een spiraalvormig sterrenstelsel in het sterrenbeeld Vissen. Het hemelobject ligt 91 miljoen lichtjaar (28 × 106 parsec) van de Aarde verwijderd en werd op 13 december 1784 ontdekt door de Duits-Britse astronoom William Herschel. Het vormt samen met NGC 474 een sterrenstelselpaar.

## Synoniemen
- GC 264
- IRAS 01171+0308
- 2MASX J01194484+0324358
- Arp 227
- H 3.250
- MCG +00-04-084
- PGC 4777
- UGC 858
- ZWG 385.70